# Nový Zéland na Letních olympijských hrách 2016
Nový Zéland se účastnil Letní olympiády 2016.

## Medailisté
| Medaile | Jméno | Sport             | Soutěž                       |
| ------- | --- | ----------------- | ---------------------------- |
| Zlato   | Hamish Bond Eric Murray | Veslování         | Muži dvojka bez kormidelníka |
| Zlato   | Mahé Drysdale | Veslování         | Muži single sculls           |
| Zlato   | Lisa Carringtonová | Kanoistika        | Ženy K-1 200 m               |
| Zlato   | Peter Burling Blair Tuke | Jachting          | Muži 49er                    |
| Stříbro | Natalie Rooney | Sportovní střelba | Ženy trap                    |
| Stříbro | Shakira Baker Kelly Brazier Gayle Broughton Theresa Fitzpatrick Sarah Goss Huriana Manuel Kayla McAlister Tyla Nathan-Wong Terina Te Tamaki Ruby Tui Niall Williams Portia Woodman | Ragby             | Družstvo žen                 |
| Stříbro | Luuka Jonesová | Kanoistika        | Ženy slalom K-1              |
| Stříbro | Eddie Dawkins Ethan Mitchell Sam Webster | Cyklistika        | Muži team sprint             |
| Stříbro | Valerie Adamsová | Atletika          | Ženy vrh koulí               |
| Stříbro | Genevieve Behrentová Rebecca Scownová | Veslování         | Ženy dvojka bez kormidelníka |
| Stříbro | Jo Alehová Polly Powrieová | Jachting          | Ženy 470                     |
| Stříbro | Alex Maloneyová Molly Meechová | Jachting          | Ženy 49erFX                  |
| Stříbro | Lydia Ko | Golf              | Ženy jednotlivkyně           |
| Bronz   | Sam Meech | Jachting          | Muži laser                   |
| Bronz   | Lisa Carringtonová | Kanoistika        | Ženy K-1 500 m               |
| Bronz   | Tomas Walsh | Atletika          | Muži vrh koulí               |
| Bronz   | Eliza McCartneyová | Atletika          | Ženy skok o tyči             |
| Bronz   | Nick Willis | Atletika          | Muži 1500 metrů              |